# Podpora života ve Star Treku
Systém podpory života, nebo také jen Podpora života je fiktivní technologie, která je součástí systémů kosmických lodí a stanic, zajišťující příznivé podmínky života. Systém podpory života patří mezi kritické systémy, jejichž funkcionalitu je třeba zajistit prioritně, jinak je ohrožen život posádky, nebo možnost plnit misi. Z těchto důvodů je systém podpory života v případě výpadku energie provozován na záložní systém energie, typicky baterie.
Mezi součásti systému podpory života patří tyto funkce a součásti:
- Vzduch. Zajištění dýchatelné atmosféry, včetně odstranění nežádoucích plynných složek a doplnění chybějících. Typicky odstranění oxidu uhličitého a doplnění kyslíku a dusíku.[1]
- Klimatizace. Ohřev vzduchu na požadovanou teplotu, případně ochlazení a zajištění cirkulace vzduchu v lodi nebo stanici.[1]
- Gravitace. Systém umělé gravitace.[1]
- Inerciální tlumiče. Inerciální tlumiče tlumí akceleraci a deceleraci lodi, takže nemá vliv na posádku a předměty v lodi, či stanici. Inerciální tlumiče jsou povinnou součástí kosmických lodí, schopných letět warpem, bez něj by loď nemohla přejít na warp, protože skok do warpu by posádku rozdrtil tlakem při akceleraci.[1][2]

Systém podpory života se nachází také v kosmických skafandrech, jeho rozsah funkcionality je však v tomto případě omezen.